# Valeriophonus nara
Genre
Espèce
Synonymes
- Mastigoproctus nara Valerio, 1981

Valeriophonus nara, unique représentant du genre Valeriophonus, est une espèce d'uropyges de la famille des Thelyphonidae.

## Distribution
Cette espèce est endémique du Costa Rica. Elle se rencontre dans les provinces de Puntarenas et de San José.

## Description
La carapace du mâle holotype mesure 14,5 mm de long et l'abdomen 19,0 mm et la carapace de la femelle paratype mesure 17,0 mm de long} et l'abdomen 24,0 mm.
Les mâles mesurent de 38,0 à 40,0 mm et les femelles de 36,0 à 40,0 mm.

## Étymologie
Cette espèce est nommée en l'honneur de Carlos E. Valerio.
Son nom d'espèce lui a été donné en référence au lieu de sa découverte, le Cerro Nara.

## Publications originales
- Valerio, 1981 : A new specie of Mastigoproctus (Thelyphonidae), the first record of Uropygida from Costa Rica. Bulletin of the American Museum of Natural History, vol. 170, no 1, p. 15-17 (texte original).
- Viquez & de Armas, 2005 : Dos nuevos géneros de vinagrillos de Centroamérica y las Antillas (Arachnida: Thelyphonida). Boletín de la Sociedad Entomológica Aragonesa, vol. 37, p. 95-98 (texte intégral).